# Decret Gelasianum
Decretum Gelasianum és un document escrit probablement el 496, d'autor desconegut, que tracta d'un presumpte procés de concili fet pel papa Damas I abans del 384 dC. És una compilació de documents de d'origen divers, que s'atribueix al papa Damas I (366-384) i també al papa Gelasi I (492-496) i al papa Hormsides (514-523). De vegades se l'anomena Pseudo decret Gelasianum.
Compost de cinc capítols, en el segon anomena els llibres canònics de les Sagrades Escriptures. En el capítol V anomena una llista de 61 llibres apòcrifs.
A continuació segueix una llista de llibres canònics segons el Gelasianum :

## Llibres Canònics
```
1. INCIPIT ORDO VETERIS TESTAMENTI
Genesis liber unus 
Gènesi

Exodus liber unus 
Èxode

Leviticus liber unus 
Levític

Numeri liber unus 
Llibre dels Nombres

Deuteronomium liber unus 
Deuteronomi

Iesu Nave liber unus 
Llibre de Josuè

Iudicum liber unus 
Llibre dels Jutges

Ruth liber unus 
Llibre de Rut

Regum libri quattuor 
Llibre dels Reis

Paralypomenon libri duo 
Llibres de Cròniques

Psalmorum CL liber unus 
Salomonis libri tres 
Salms

proverbia liber unus 
Proverbis

ecclesiastes liber unus 
Eclesiastès

cantica canticorum liber unus 
Càntic dels Càntics

Item sapientiae liber unus 
Llibre de la Saviesa

ecclesiasticum liber unus 
Llibre de l'Eclesiàstic
```

```
2. ITEM ORDO PROPHETARUM
Esaiae liber unus (
Llibre d'Isaïes
)
Hieremiae liber unus (
Llibre de Jeremies
) 
cum Cinoth id est lamentationibus suis (
Llibre de les Lamentacions
)
Ezechielis liber unus (
Llibre d'Ezequiel
)
Danihelis liber unus (
Llibre de Daniel
) 
Oseae liber unus (
Llibre d'Osees
) 
Amos liber unus (
Llibre d'Amós
)
Micheae liber unus (
Llibre de Miquees
)
Iohel liber unus (
Llibre de Joel
)
Abdiae liber unus (
Llibre d'Abdies
)
Ionae liber unus (
Llibre de Jonàs
)
Naum liber unus (
Llibre de Nahum
)
Abbacuc liber unus (
Llibre d'Abacuc
) 
Sophoniae liber unus (
Llibre de Sofonies
)
Aggei liber unus (
Llibre d'Ageu
)
Zachariae liber unus (
Llibre de Zacaries
) 
Malachiae liber unus (
Llibre de Malaquies
)
```

```
3. ITEM ORDO HISTORIARUM
Iob liber unus (
Job
)
Tobiae liber unus (
Llibre de Tobies
)
Hesdrae libri duo (
Esdres
)
Hester liber unus (
Llibre d'Ester
)
Iudith liber unus (
Llibre de Judit
)
Machabeorum libri duo (
Macabeus
)
```

```
4. ITEM ORDO SCRIPTURARUM NOVI TESTAMENTI quem sancta et catholica Romana suscipit et veneratur ecclesia
Evangeliorum libri quattuor 
secundum Matheum liber unus (
Mateu
)
secundum Marcum liber unus (
Marc
)
secundum Lucam liber unus (
Lluc
) 
secundum Iohannem liber unus (
Joan
)
Item actuum apostolorum liber unus (
Fets dels Apòstols
)
Epistulae Pauli apostoli numero quattuordecim 
ad Romanos epistula una (
Epístola als Romans
)
ad Corinthios epistula una (
Epístola als Corintis
)
ad Ephesios epistula una (
Epístola als Efesis
)
ad Thesalonicenses epistulae duae (
Epístola als Tessalonicencs
)
ad Galatas epistula una (
Epístola als Gàlates
) 
ad Philippenses epistula una (
Epístola als Filipencs
) 
ad Colosenses epistula una (
Epístola als Colossencs
)
ad Timotheumepistulae duae (
Epístola a Timoteu
)
ad Titum epistula una (
Epístola a Titus
)
ad Philemonem epistula una (
Epístola a Filemó
)
ad Hebreo epistula una (
Epístola als Hebreus
)
Item apocalypsis Iohannis liber unus (
Apocalipsi
)
Item canonicae epistulae numero septem 
Petri apostoli epistulae duae (
Epístola de Pere
)
Iacobi apostoli epistula una (
Epístola de Jaume
)
Iohannis apostoli epistula una (
Epístola de Joan
)
alterius Iohannis presbyteri epistulae duae (
Epístola de Joan
)
Iudae Zelotis apostoli epistula una (
Epístola de Judes
)
```

## Llibres Apòcrifs
1. Itinerarium nomine Petri apostoli, quod appellantur sancti Clementis libri numero novem
2. Actus nomine Andrae apostoli, apocryphi.
3. Actus nomine Thomae apostoli, apocryphi.
4. Actus nomine Petri apostoli, apocryphi.
5. Actus nomine Philippi apostoli, apocryphi.
6. Evangelium nominae Matthiae, apocryphum.[3]
7. Evangelium nominae Bernabae, apocryphum.
8. Evangelium nominae Iacobi, apocryphum.
9. Evangelium nominae Petri, apocryphum.
10. Evangelium nominae Thomae quibus Manichaei utuntur, apocryphum.
11. Evangelia nominae Bartholomaei apocrypha.
12. Evangelia nominae Andreae apocrypha.
13. Evangelia quae falsavit Lucianus, apocrypha.
14. Evangelia quae falsavit Hesychius apocrypha.
15. Liber de infantia Salvatoris, apocryphus.
16. Liber de nativitae Salvatoris, et de Maria vel obstetrice, apocryphus.
17. Liber qui appellatur Pastoris,, apocryphus.[4]
18. Libri omnes quos fecit Leucius discipulus diabuli, apocryphi.
19. Liber qui appellatur Fundamentum, apocryphus.
20. Liber qui appellatur Thesaurus, apocryphus.
21. Liber de filiabus Adae Leptogeneseos, apocryphus.
22. Centonem de Christo virgilianis compaginatum versibus, apocryphum.
23. Liber qui appellatur Actus Theclae et Pauli, apocryphus.
24. Liber qui appellatur Nepotis, apocryphus.
25. Liber proverbiorum ab hereticis conscriptus et sancti Sixti nomine praesignatus, apocryphus.
26. Revelatio quae appellatur Pauli, apocrypha.
27. Revelatio quae appellatur Thomae, apocrypha.
28. Revelatio quae appellatur Stephani, apocrypha.
29. Liber qui appellatur Transitus sanctae Mariae, apocryphus.
30. Liber qui appellatur Paenitentia Adae, apocryphus.
31. Liber de Ogia nomine gigante qui post diluvium cum dracone ab haereticis pugnasse perhibetur, apocryphus.
32. Liber qui appellatur Testamentum Iob, apocryphus.
33. Liber qui appellatur Paenitentia Origenis, apocryphus.
34. Liber qui appellatur Paenitentia sancti Cypriani, apocryphus.
35. Liber qui appellatur Paenitentia Iamne et Mambre, apocryphus.
36. Liber qui appellatur Sortes Apostolorum, apocryphus.
37. Liber qui appellatur Lusa Apostolorum, apocryphus.
38. Liber qui appellatur Canones Apostolorum, apocryphus.
39. Liber Phisiologus ab haereticis conscriptus et beati Ambrosii nomine praesignatus, apocryphus.
40. Historia Eusebii Pamphili, apocrypha.
41. Opuscula Tertulliani, apocrypha.
42. Opuscula Lactantii sive Firmiani, apocrypha.
43. Opuscula Africani, apocrypha.
44. Opuscula Postumiani et Gali, apocrypha.
45. Opuscula Montani, Priscillae, et Maximillae apocrypha.
46. Opuscula Fausti Manichaei, apocrypha.
47. Opuscula Commodiani, apocrypha.
48. Opuscula alterius Clementis Alexandrini, apocrypha.
49. Opuscula Thascii Cypriani, apocrypha.
50. Opuscula Arnobii, apocrypha.
51. Opuscula Tichonii, apocrypha.
52. Opuscula Cassini presbyteri Galliarum, apocrypha.
53. Opuscula Victorini Petabionensis, apocrypha.
54. Opuscula Fausti Regiensis Galliarum, apocrypha.
55. Opuscula Frumenti Caeci, apocrypha.
56. Epistula Iesu ad Abgarum, apocrypha.
57. Epistula Abgari ad Iesum,apocrypha.
58. Passio Cyrici et Iulittae, apocrypha.
59. Passio Georgii, apocrypha.
60. Scriptura quae appellatur Salomonis Interdictis, aprocrypha.
61. Philacteria omnia quae non angelorum, ut illi confingunt, sed daemonum magis nominibus conscripta sunt, apocrypha.